# 怪物魚を追え!
『怪物魚を追え！』（かいぶつぎょをおえ、原題：River Monsters）は、イギリスブリストルのアイコニックが制作した野生生物を取り上げたドキュメンタリー番組・釣り番組である。ディスカバリーチャンネルの動物専門チャンネルであるアニマルプラネットにて、2009年4月5日から2017年5月28日にかけて全9シーズンが放送された。 
生物学者であり釣り人でもあるジェレミー・ウェイドが、最も恐ろしい淡水魚を探して世界中を旅し、目撃者や、実際にそれらのモンスターによって襲われた被害者などの話を元に、怪物魚を釣り上げるのが目的である。釣った個体は最後には必ず野生に戻している（キャッチ・アンド・リリース）。これらの珍しい生物というものは、得てして人間にとって危険であると誤解されやすく、しばしば駆除や虐殺の対象となる。生物学者でもある彼の目的は、これらの珍しい生物を絶滅から救うために、その生物が本当に人間に対して有害であるかどうか、真実の生態を人々がきちんと理解できるようにすることである。   

## 概要
『怪物魚を追え！』は、生物学者、冒険家、釣り人であるジェレミー・ウェイドが番組ホストとなり、世界各地の川や湖を探検し、地元の民間伝承や恐ろしい怪物伝説の背後にひそむ生き物の謎に迫る。
当番組はイギリスのITVで初放送され、アニマルプラネットの歴史の中で最も注目され、最も成功した番組の1つとなった。アメリカで放送されたディスカバリーチャンネルの番組の中でも、最も視聴された番組の1つである。
番組の性質上、実際に人間に危害を加える生物もいるため、それらの生物を扱う回では「刺激の強い映像が含まれます。ご了承の上ご視聴下さい」という注意（ナレーション）が冒頭で挿入される。
番組はサスペンス調になっており、冒頭に水辺で人間が襲われたり、死体が発見されたり、行方不明事件などが起き、その原因を被害者や目撃者、研究者などから聞き込みを行い証言を得ることで徐々に謎を解いていく。犯人（怪物魚）に目星を付け、釣り上げることで事件の真相を解き明かす。
釣った怪物魚の生態などを解説した後は、最後に必ずリリースする。これは、実際に人間を襲った犯人が怪物魚だったとしても、それは人間が魚の聖域に入ってしまったのが原因だからである。ジェレミー曰く、「多くの場合では、地元の人間が襲われるのではなく、観光客などの人が何の予備知識も情報もなく、そのような所に侵入したことが原因です｣。魚の生息域に無断で踏み込んでいってしまった人間にも、責任の一端があるというニュアンスを伝えるために、魚をリリースするシーンを毎回入れている。また、その様な怪物魚たちは、その地域の生態系の頂点であることが多く、個体数の少ない希少種であることや、あるいはピラミッドの頂点がいなくなることで生態系のバランスも崩れてしまうことも考えられる。生態系を守るためには怪物魚を川に戻すことは必要不可欠だ、とジェレミーは語っている。
最初のシーズンでは、ピラニア 、アリゲーターガー 、オオメジロザメなどを取り上げた。それらはすべて、人間にとって危険な生き物と認識はされているが、その生態を詳しく理解できている人は少ない。この番組では、その怪物と呼ばれる生き物たちの捕食習慣、行動、保全状況についても説明した。特定のエピソードは、ホストの舞台裏の解説を示すキャプション付きで『怪物魚を追え！：Unhooked』として再放送され、アニマルプラネットとディスカバリーチャンネルの両方で見ることもできる。    

### 制作
釣り好きだったジェレミーだが、20代前半の頃にイギリスという小さな国での釣りに飽きてしまう。ある時、読んだ雑誌にインドの魚について書かれた記事があり、思い切ってインドへ向かう。異なる環境に置かれたことで、充実感や自信を身につける。イギリスに戻り、その体験を雑誌に寄稿したところ、署名記事に選ばれたことで、「もしかしたら、これが自分の職業になる可能性もあるかも」という手応えを感じる。
その後、何冊か本を出版しつつ、全世界を旅するうちに、地元の人間たちの間で噂される怪物たちに興味を持ち始め、2005年頃に『リバー・モンスターズ』の構想ができ上がる。イギリスのさまざまなテレビ番組制作会社にその企画を売り込む中で、話に乗ってくれたのがアイコニックという会社だった。2009年に単発の1年番組ということで放送を開始したが、反響が良かったため（後述の評価も参照）、続編が制作されることが決定した。日本でも2012年10月3日放送の『マツコ&有吉の怒り新党』で当番組が取り上げられた。
だが、本人によると、番組4年目のシーズン4の時点で既に取り上げる題材が少なくなってきたことから、「もうそろそろ限界ではないか」と感じ始めていたが、人気もあったことから、さらに5年ほど番組は続いた。だが、2017年にシーズン9に突入し、「これでもう、本当に限界」となり、番組は終了することになった。
『怪物魚を追え！』は終了したが、2019年8月よりアニマルプラネットで新番組『ダーク・ウォーターズ』の放送を開始した。これは、前作が“淡水魚”というくくりであるのに対し、こちらはもっと幅広く、水辺に住む怪物や人魚といったものにまで対象を広げている。また、殺人魚などホラー要素やサスペンス色の強かった前作に比べ、「面白そうだな」「楽しそうだな」と感じる題材を探求していくという。

## 出演者

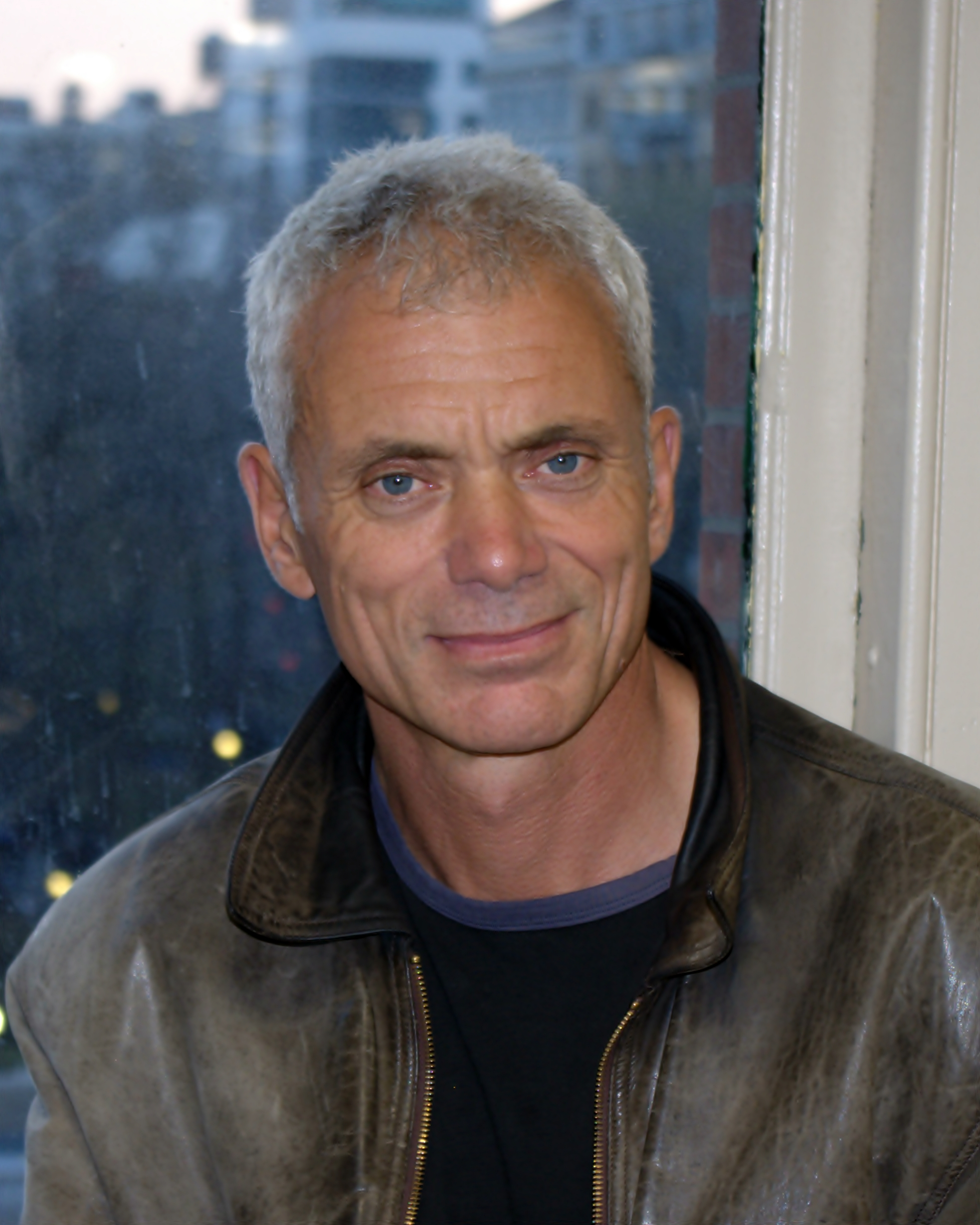
ジェレミー・ウェイド（2011年）

ジェレミー・ウェイド
声 - 大塚芳忠
番組ホストを務める生物学者で、専門は淡水魚。1956年3月23日、イギリス南東部に位置するサフォーク州の州都、イプスウィッチに生まれる。
ブリストル大学で動物学の学位を取得し、ケント大学で生物科学の大学院を卒業した。その後、ケントで中学校の生物学の教師としても働いていたことがある。
釣りに興味を持ち始めたのは、イースト・アングリアに住んでいた時から。 ｢私が生まれ育ったイギリス南東部のサフォーク州の村には川が流れていました。ある程度の年齢の男の子たちは誰もが釣り竿を渡されて「勝手に遊んできなさい」と言われるような環境でした｣。「だから、アルプス山脈の麓に生まれた人が自然と登山家になるのと同じように、私は川に引き付けられたんだと思います」。
1992年にポール・ブーテと共に、最初の著書となる『クレイジーリバーのどこかで（原題: Somewhere Down the Crazy River）』を出版し、作家デビュー。
撮影中、何度か危険な目にも遭っている。タイでは観光客があまり来ない場所で釣りをしていたため、スパイ容疑で警察に逮捕されている。タイにわざわざ魚を釣りに来る人間などおらず、魚の写真を撮ったり、そのまま逃がしたりといった行動が、タイ人にとっては理解しがたい不審な行動に見えたのだという。
ディスカバリーUKとの初めての仕事でアマゾンに行った時、ロケ地に向かう飛行機のエンジンが空中で停止し、墜落しかけたこともある。その時はパイロットの腕が良く、沼地帯に不時着させたため、本人も撮影スタッフも怪我をした者はいなかった。
2014年には『シャークネード』を製作したアサイラム社の映画『ブラッド・レイク：アタック・オブ・ザ・キラー・ランプリーズ（英語: Blood Lake: Attack of the Killer Lampreys）』にヤツメウナギの専門家として出演し、俳優デビューもしている。
当番組を通して数々の怪物魚を釣り上げたことから、日本では「神釣り師」とも呼ばれている。2019年6月、新番組『ダーク・ウォーターズ』PRのために来日し、同じく世界中を旅する芸人の千原せいじや、日本人で怪物魚ハンターとして活躍している平坂寛らとトークショーを行った。

## エピソード

### シーズン1（2009）
全6回
| # | 原題／日本題                         | ロケ地                                            | 怪物魚                                     |
| - | ------------------------------------ | ------------------------------------------------- | ------------------------------------------ |
| 1 | Alligator Gar 伝説の古代魚           | アメリカ・テキサス州                              | - アリゲーターガー                         |
| 2 | European Maneater ヨーロッパの巨大魚 | ドイツ・ベルリン                                  | - ヨーロッパオオナマズ                     |
| 3 | Piranha 最凶ピラニア                 | アマゾン川                                        | - ピラニア                                 |
| 4 | Amazon Flesh Eaters アマゾンの殺人魚 | アマゾン川                                        | - ピライーバ - カンディル                  |
| 5 | Amazon Assassins 鎧を着た巨大魚      | アマゾン川                                        | - ピラルクー - カイマン - コブラ・グランジ |
| 6 | Freshwater Shark 人食いザメ          | アメリカ・フロリダ州 オーストラリア・ブリスベン川 | - オオメジロザメ - イリエワニ - タマカイ   |

### シーズン2（2010）
全7回
| # | 原題／日本題                      | ロケ地               | 怪物魚                                       |
| - | --------------------------------- | -------------------- | -------------------------------------------- |
| 1 | Death Ray 有毒エイリアン          | タイ・メコン川       | - アカエイ                                   |
| 2 | Killer Snakehead アメリカの凶暴魚 | アメリカ・フロリダ州 | - スネークヘッド                             |
| 3 | Alaskan Horro 川底の生きた化石    | アメリカ・アラスカ州 | - カワカマス - シロイルカ - シロチョウザメ   |
| 4 | Demon Fish コンゴ川の殺人魚       | コンゴ川             | - ゴライアス・タイガーフィッシュ（ムベンガ） |
| 5 | Congo Killer 伝説の巨大ナマズ     | コンゴ川             | - マミワタ - ハイギョ - オオナマズ           |
| 6 | Rift Valley Killers 滝つぼの悪魔  | リフトバレー         | - ナイルパーチ                               |
| 7 | Hidden Predato アフリカの巨大ザメ | 南アフリカ共和国     | - オオメジロザメ                             |

### シーズン3（2011）
全7回
| # | 原題／日本題                            | ロケ地                         | 怪物魚                                              |
| - | --------------------------------------- | ------------------------------ | --------------------------------------------------- |
| 1 | Flesh Ripper 伝説の人喰い魚             | ニュージーランド               | - ニュージーランドオオウナギ                        |
| 2 | The Mutilator 最強の顎を持つ魚          | パプアニューギニア             | - クロコダイル - ボール・カッター（パクー）         |
| 3 | Cold Blooded Horror カッパの正体        | 日本・築地 琵琶湖 福岡         | - ビワコオオナマズ - ハンザキ（オオサンショウウオ） |
| 4 | Chainsaw Predator シー・モンスター      | オーストラリア・フィッツロイ川 | - ノコギリエイ                                      |
| 5 | Electric Executioner カウボーイ・キラー | ブラジル・トカンチンス川       | - デンキウナギ                                      |
| 6 | Jungle Killer ジャングルの殺人魚        | スリナム                       | - アニュマラ（タライロン）                          |
| 7 | Silent Assassin 毒牙を持つ人喰い魚      | アルゼンチン・パラナ川         | - アカエイ                                          |

### シーズン4（2012）
全7回
| # | 原題／日本題                                 | ロケ地                                                   | 怪物魚                                                                                  |
| - | -------------------------------------------- | -------------------------------------------------------- | --------------------------------------------------------------------------------------- |
| 1 | American Killers アメリカの人喰い魚          | アメリカ・フロリダ州 ミズーリ州オザークス湖 オクラホマ州 | - ハタ - オオメジロザメ - フラットヘッドキャットフィッシュ                              |
| 2 | Russian Killer ロシアの超巨大魚              | ロシア・アムール川                                       | - アゴヒゲアザラシ - ナマズ - カルーガ（チョウザメ） - アムールチョウザメ               |
| 3 | Mongolian Mauler モンゴルの凶暴魚            | モンゴル・ムルン                                         | - タイメン（アムールイトウ）                                                            |
| 4 | Asian Slayer 呪いの怪物魚                    | インド・ヒマラヤ タイ                                    | - サレン（ワラゴアトゥー） - ウシサワラ - プラニセプス - レッドテールキャットフィッシュ |
| 5 | Phantom Assassin 幻の珍魚                    | オーストラリア・フィッツロイ川                           | - グリフィスシャーク                                                                    |
| 6 | Pack of Teeth 巨大ピラニア                   | 南アフリカ・オカバンゴ・デルタ                           | - エングエシュ（タイガーフィッシュ）                                                    |
| 7 | Invisible Executioner ザンベジ川のモンスター | ザンビア・ザンベジ川 カリバダム カリバ湖                 | - ソロモンフィッシュ（ヴンドゥー） - ニャミニャミ - マズンダ                            |

### シーズン5（2013）
全6回
| # | 原題／日本題                           | ロケ地                                         | 怪物魚                                                                        |
| - | -------------------------------------- | ---------------------------------------------- | ----------------------------------------------------------------------------- |
| 1 | Killer Torpedo 殺人魚雷                | 中央アメリカ                                   | - シレーナ - ターポン                                                         |
| 2 | Vampires of the Deep 湖に棲む吸血鬼    | アメリカ・カナダ・シャンプレーン湖             | - ロングノーズガー - アミアカルバ - レイクトラウト - ウミヤツメ               |
| 3 | Atomic Assassin チェルノブイリの巨大魚 | ウクライナ・チェルノブイリ                     | - カワカマス - パーチ - ソム（ヨーロッパオオナマズ） - ザンダー               |
| 4 | Colombian Slasher コロンビアの危険な槍 | コロンビア・アマゾン川                         | - 淡水エイ - コルビナ                                                         |
| 5 | Legend of Loch Ness ネス湖の伝説       | スコットランド・ネス湖 アイスランド ノルウェー | - プレシオサウルス - ネッシー - ハウカットル（ニシオンデンザメ） - ガンギエイ |
| 6 | Face Ripper 顔面を剥ぎ取る怪物         | ボリビア・ヤタ川                               | - ピラニア・ナッテリー - カラシン - ブラックピラニア - ピラルクー             |

### シーズン6（2014）
全6回
| # | 原題／日本題                           | ロケ地                                             | 怪物魚                                                                                                |
| - | -------------------------------------- | -------------------------------------------------- | --- |
| 1 | Man-Eating Monster ガイアナの人喰い魚  | ガイアナ・アマゾン川                               | - ラウラウ - クロカイマン - レッドテールキャットフィッシュ                                            |
| 2 | Amazon Apocalypse アマゾンの地獄絵図   | アマゾン川                                         | - ラウワサ - カンディル・アス - ピラカティンガ - レッドテールキャットフィッシュ - ピライーバ          |
| 3 | Bone Crusher 骨を砕く怪物              | アマゾン川 ポルトデモス フォルモーゾ川             | - アナコンダ                                                                                          |
| 4 | Jungle Terminator 密林のターミネーター | ペルー コロンビア・レティシア ブラジル・タバチンガ | - テンブロン（デンキウナギ）                                                                          |
| 5 | River of Blood 血の川                  | アルゼンチン・パラナ川 アマゾン川                  | - ピアブス - パロメタ - タイガーショベルノーズキャットフィッシュ - リバータイガー（ゴールデンドラド） |
| 6 | Body Snatcher 水中の誘拐犯             | ガイアナ                                           | - ウォーター・ママ - ピララーラ - ピラルクー                                                          |

### シーズン7（2015）
全5回
| # | 原題／日本題                                     | ロケ地                              | 怪物魚                                                |
| - | ------------------------------------------------ | ----------------------------------- | ----------------------------------------------------- |
| 1 | Mekong Mutilator メコン川の切り裂き魔            | カンボジア・メコン川 トンレサップ湖 | - スッポン - パーカーホ - メコンオオナマズ - 淡水フグ |
| 2 | Africa's Deadliest オカバンゴの捕食集団          | アフリカ・オカバンゴ湿地帯          | - タイガーフィッシュ - クロコダイル                   |
| 3 | Alaska's Cold Water Killer アラスカ 漁師失踪の謎 | アラスカ                            | - キングサーモン - ネズミザメ - オヒョウ              |
| 4 | Canadian Horror カナダ 未知の恐怖                | カナダ                              | - レイクトラウト - ノーザンパイク - マスキーパイク    |
| 5 | South Pacific Terrors フィジー 楽園の襲撃者      | フィジー                            | - ロウニンアジ - タウタンバレ（オオウナギ）           |

### シーズン8（2016）
全6回
| # | 原題／日本題                           | ロケ地                                            | 怪物魚                                                                                            |
| - | -------------------------------------- | ------------------------------------------------- | ------------------------------------------------------------------------------------------------- |
| 1 | Razorhead フロリダキーズのカミソリ     | フロリダキーズ                                    | - ニシレモンザメ - バラクーダ                                                                     |
| 2 | Terror in Paradise ブルーホールの恐怖  | バハマ・アンドロス島                              | - ルスカ - イタチザメ - ペレスメジロザメ - シュモクザメ - ミズダコ                                |
| 3 | Devil of the Deep コルテス海の赤い悪魔 | メキシコ・コルテス海 ペルー・フンボルト海流       | - マカジキ - ディアブロロッホ - アメリカオオアカイカ                                              |
| 4 | Deep Sea Demon シーサーペント伝説      | イギリス海峡 プリマス タイ フランス・アンティーブ | - シーサーペント - ヨーロッパアナゴ - クロジマナガダラ - ドクウツボ - ナーガ - リュウグウノツカイ |
| 5 | Death Down Under 水中の死に神          | オーストラリア・アデレード                        | - イタチザメ - タマカイ - イリエワニ - オニダルマオコゼ - ハコクラゲ                              |
| 6 | Secrets at Sea 撮影舞台裏～海の秘密～  |                                                   |                                                                                                   |

### シーズン9（2017）
全7回
| # | 原題／日本題                                  | ロケ地                                                                           | 怪物魚                                            |
| - | --------------------------------------------- | -------------------------------------------------------------------------------- | ------------------------------------------------- |
| 1 | Ice Cold Killer 凍てつく海の怪物              | イギリス・ノーサンバーランド グリーンランド・ウマナック ノルウェー・アンドーヤ島 | - ニシオンデンザメ - タイセイヨウダラ - オヒョウ  |
| 2 | Return of the Killer Catfish 殺人ナマズ、再び | ネパール・カルナリ川 ババイ川                                                    | - グーンチ - マシール - スネークヘッド - ガビアル |
| 3 | Coral Reef Killer サンゴ礁に棲む魔物          | インドネシア・スラウェシ                                                         | - シロカジキ - アカエイ - ソーリー - ダツ         |
| 4 | Volcanic Island Terror 狙われた火山島         | 太平洋                                                                           |                                                   |
| 5 | Malaysian Lake Monster 宿敵の待つ湖           | マレーシア                                                                       |                                                   |
| 6 | Killers From The Abyss 冥界からの使い１       | 大西洋                                                                           |                                                   |
| 7 | Killers From The Abyss 冥界からの使い２       | 大西洋                                                                           |                                                   |

### 追加エピソード
全2回
| # | 原題／日本題                    | ロケ地 | 怪物魚 |
| - | ------------------------------- | ------ | ------ |
|   | The Lost Reels: Amazonian Giant |        |        |
|   | The Lost Reels: Himalayan Giant |        |        |

## 番組の評価

### 視聴数
シーズン1
『怪物魚を追え！』の第1回放送は130万人の視聴者を集め、アニマルプラネットの歴史の中で、最も視聴された初回放送の記録となった。また、6年以上にわたってプライムタイムで定期的にテレビ放映された。第2話のエピソードでは、総視聴者が186万人となり、第1回に比べ39％の増加となった。これらの数値は、アニマルプラネットのゴールデンタイム番組の歴史において、最高の記録となった。 最初のシーズンは、すべてのエピソードの平均視聴者が100万世帯を超えた。最終話は147万世帯であった。 
シーズン2
シーズン2のプレミアエピソードは、合計170万人の視聴者を獲得し、当番組にとって最高のシーズンになった。